# Karabin Barrett M82
Barrett M82A1 – samopowtarzalny wielkokalibrowy karabin wyborowy skonstruowany w amerykańskiej firmie Barrett we wczesnych latach 80.

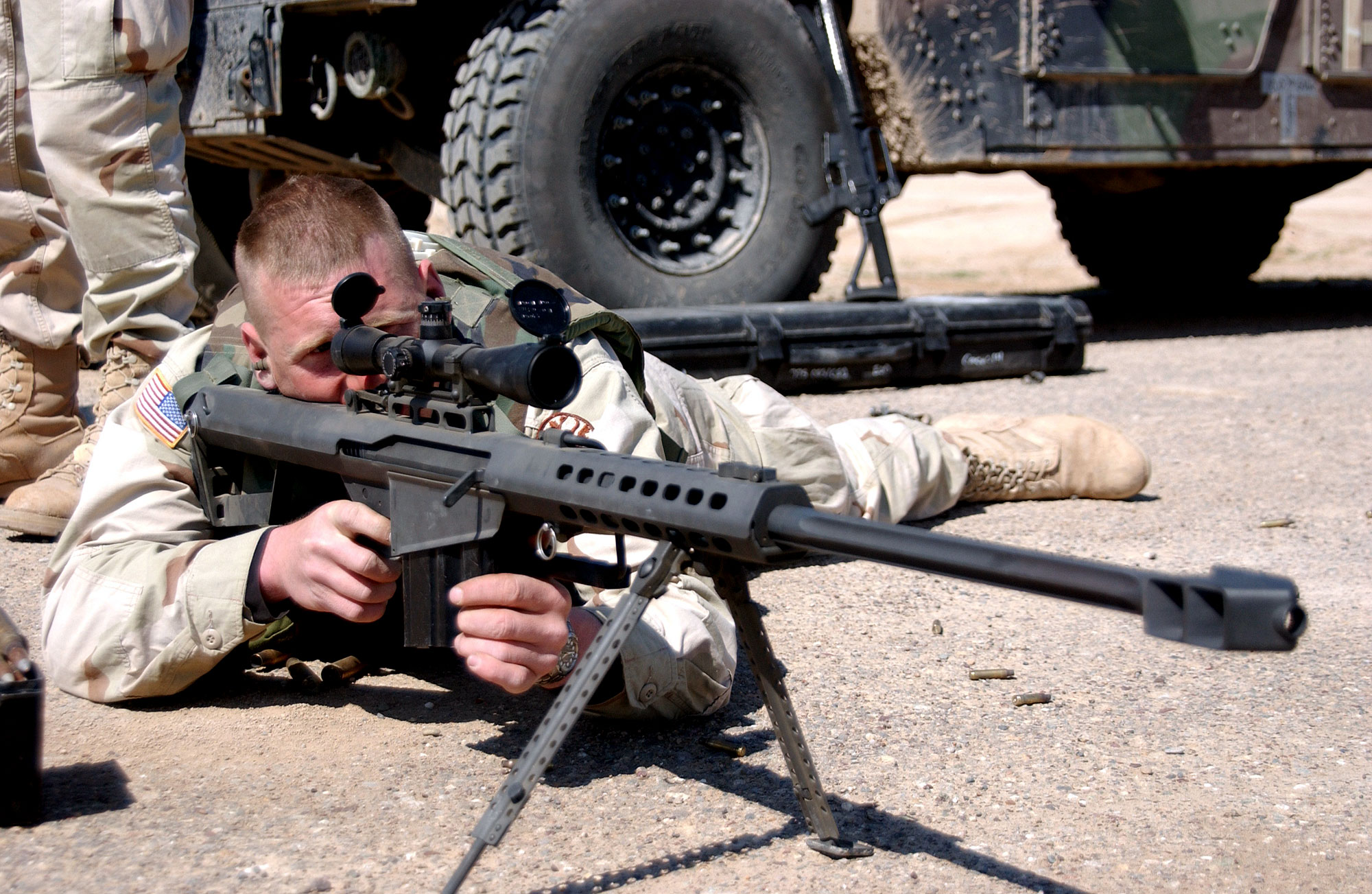

Dla poprawy sztywności i zwiększenia chłodzenia lufa karabinu jest karbowana i podłużnie żłobiona. Na lufie zamontowany został dwukomorowy hamulec wylotowy zmniejszający odrzut karabinu, jego efektywność wynosi 69%. Szyna montażowa najnowszej wersji M82A3 jest zgodna ze standardem Picatinny, co pozwala na zamontowanie każdego celownika (optycznego, noktowizyjnego) zgodnego z normami NATO, dodatkowo wersję M82A3 wyposażono w kolbę z podporą tylną.

## Przeznaczenie karabinu
- Unieszkodliwianie lekko opancerzonych pojazdów w odległości do 1200 m.
- Unieszkodliwianie celów żywych na dystansie do 2200 m.
- Unieszkodliwianie niewybuchów z bezpiecznej odległości.

## Wersje karabinu
- Barrett M82A1 – wersja standardowa.
- Barrett M82A2 – wersja w układzie bullpup.
- Barrett M82A3 – zmodyfikowana wersja A1.
- Karabin M107

## Najdalsze potwierdzone trafienia
W roku 2012 zanotowano najdalsze potwierdzone trafienie z karabinu M82A1 wynoszące 2815 metrów. Strzał oddał stacjonujący w Afganistanie (prowincja Helmand) australijski zespół snajperski z kompanii Delta 2. pułku Commando (2 Cdo Regt) podczas działań obserwacyjnych dostrzegł oddział talibów. Jedna z wystrzelonych kul trafiła dowódcę oddziału talibów. Jest to drugi z najdalszych oddanych do tej pory skutecznych strzałów (najdalszy padł z karabinu McMillan TAC-50). Nazwisko strzelca pozostaje nieznane.